# Kristian Ranta
Kristian Ranta (ur. 13 maja 1981 w Helsinkach w Finlandii) – gitarzysta melodic death metalowego zespołu Norther. Na albumach "Solution 7", "Till Death Unites Us" i "No Way Back" pełni rolę drugiego wokalisty.
Ranta udziela się także w projekcie Gashouse Garden, który założył razem z perkusistą Children Of Bodom, Jaską Raatikainenem.

## Instrumentarium
- Jackson RR Custom (24 progi, EMG-81 bridge, EMG-85)
- Black Jim Dunlop Jazz III Picks
- Marshall EL34 50/50 Power Amp
- Digitech GSP 1101 pre-amp / multieffect
- Roland MIDI Pedal
- DR 11-52 set

## Dyskografia

### Z Norther
- Circle Regenarated (2011) – CD
- N (2008) – CD
- No Way Back EP (2007) – EP
- Till Death Unites Us (2006) – CD
- Scream (2006) – CD Singel
- Solution 7 (2005) – EP
- Spreading Death (2004) – DVD Singel
- Death Unlimited (2004) – CD
- Spreading Death (2004) – CD Singel
- Mirror of Madness (2003) – CD
- Unleash Hell (2003) – CD Single
- Dreams of Endless War (2002) – CD
- Released (2002) – CD Singel

### Z Gashouse Garden
- Untitled 3-track Demo